# Minervafontein

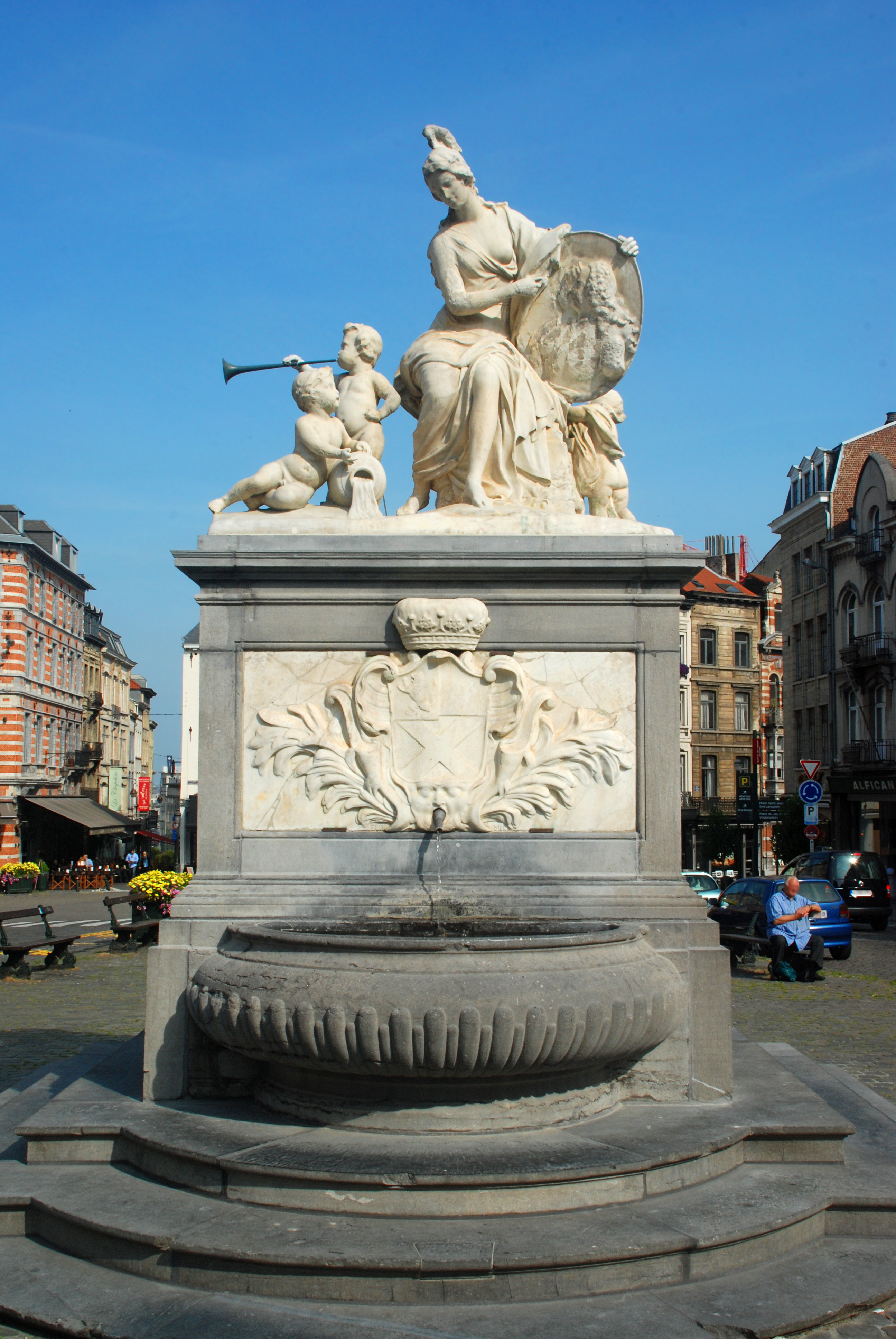

De Minervafontein staat sinds 1751 op de Grote Zavel in Brussel. Ze is het werk van Jacques Bergé in opdracht van Thomas Bruce, graaf van Aylesbury en Elgin.

## Geschiedenis
Waar zich ooit de Zavelpoel bevond, werd in 1661 een fontein opgericht. Deze werd in 1751 vervangen door een nieuw exemplaar, bij testament geschonken door de uit Engeland verbannen graaf Thomas Bruce (1656-1741), als dank voor de gastvrijheid die Brussel hem had geboden. Hij woonde in een herenhuis in het hogere gedeelte van de Zavel. Zijn testamentuitvoerder vertrouwde de creatie toe aan Jacques Bergé (1693-1756), die voor het ontwerp aanwijzingen kreeg van graaf Hendrik van Callenberg (1685-1772). De inhuldiging vond plaats op 4 november 1751, feestdag van Carolus Borromeus.
In 1793 werd de fontein tegen het revolutionaire anti-aristocratische geweld beschut. De keizersportretten en de wapens werden verwijderd en de opschriften op het voetstuk werden bedekt onder een laag pleister. In 1814/1818 zijn de portretten en de wapens hersteld. Restauraties vonden plaats in 1959 en 1999.

## Beschrijving
De fontein heeft twee bassins en staat op trapjes van blauwe steen. De spuitmonden zijn mascarons.
De beeldengroep in classicerende stijl is uitgevoerd in wit marmer uit Genua en stelt de gezeten godin Minerva voor, die een medaillon draagt met het portret van keizer Frans I Stefan en keizerin Maria Theresia. Rond haar bevinden zich drie allegorische genieën (putti): de Faam blaast op de bazuin, de Schelde giet een kruik water uit en het genie van de Oorlog achter de godin draagt de lans (verdwenen) en de aegis van Minerva, versierd met een Medusahoofd.
Aan de voorkant van het voetstuk ziet men het wapen van Thomas Bruce met zijn wapenspreuk Fuimus (wij waren). Aan een van beide zijden bevindt zich het opschrift waarmee Thomas Bruce herinnert aan zijn dankbaarheid voor de aangename gastvrijheid waarvan hij gedurende veertig jaren in de gezonde stad Brussel heeft kunnen genieten en waarom hij in 1740 bij uiterste wilsbeschikking de opdracht gaf tot de oprichting van de fontein:
Thomas Bruce
Comes Ailesb[uriensis] m[agnae] Brit[anniae] par Hospitio apud Bruxellas XL. Annis
Usus jucundo et salubri.
De suo poni testamento jussit
Anno MDCCXL
Op de keerzijde wordt vermeld :
Undecim vero post annis - elf jaar later
Pace unique terrarum firmata - wanneer vrede was gesloten op aarde
Joannes Bruce haeres erigi curavit. - zijn erfgenaam Jean Bruce de fontein liet oprichten
Francisco Lotharingo Rom. Imperium - nadat keizer Frans van Lotharingen
Et Maria Theresia Caroli VI f[ilia] - en Maria Theresia, dochter van Karel VI
Regna paterna fortiter vindicata - haar vaderlijke erfenis hadden teruggewonnen
Feliciter et gloriosa tenentibus - onder het gelukkige en roemrijke bestuur
Carolo Lothar[ingo] Belgii gubernatore. - van Karel van Lotharingen, gouverneur van de Nederlanden.
Dit opschrift werd gedicht door Roderic van Keulen, vriend en raadsman van landvoogd Karel van Lotharingen. 
De fontein is gesigneerd en gedateerd J. Bergé Bruxell. 1751.